# Бета-карболин
β-Карболин (норгарман) — 9H-пиридо[3,4-b]индол. β-Карболиновая структура является основой для ряда алкалоидов, выделенных из растений (гармала и др.), известных под общим названием «β-карболины».
Изомерен α-карболину (1H-пиридо[2,3-b]индолу) и γ-карболину (5H-пиридо[4,3-b]индолу).

## История
β-Карболиновые алкалоиды впервые были выделены из растения Peganum harmala, которое традиционно использовалось как эмменагог и абортивное средство на Ближнем Востоке и в Северной Африке. В бассейне Амазонки растения содержащие β-карболины использовались при приготовлении табака и галюциногенных напитков. Экстракт семян Peganum harmala использовался для лечения рака пищеварительного тракта и малярии в Северо-Западном Китае.

## Синтез
Общим методом синтеза β-карболинов является реакция Пикте-Шпенглера — взаимодействие замещённых триптаминов с ароматическими и алифатическими альдегидами. В этом синтезе на первой стадии образуются основания Шиффа с последующей электрофильной атакой иминогруппы по типу реакции Манниха по положению 3 индольного ядра с образованием спироиндоленинового промежуточного соединения и его дальнейшей перегруппировки в тетрагидро-β-карболин.

В качестве функционального эквивалента альдегидов могут выступать и α-кетокислоты и их эфиры, в качестве индольного компонента — триптофан и его эфиры; образующиеся в ходе реакции тетрагидрокарболины далее могут быть дегидрированы в β-карболины.
Другим методом синтеза β-карболинового скелета является модификация синтеза изохинолинов по Бишлеру-Напиральскому, в которой вместо N-ацил-β-фенилэтиламинов используются N-ацилтриптамины; этот метод синтеза ведет к 3,4-дигидро-β-карболинам:

## Фармакология
Вещества, содержащие β-карболиновую группировку, могут проявлять следующие фармакологические свойства:
- Противомалярийная активность[2].
- Ингибирование моноаминоксидазы, циклинзависимых киназ, топоизомеразы
- Интеркаляция ДНК
- Седативное и анксиолитическое действие
- Гипнотическая активность
- Антиконвульсивная активность
- Притивоопухолевая активность
- Противовирусная, противопаразитарная и противомикробная активность[1]

## Некоторые бета-карболины
В приведённой таблице перечислены наиболее известные бета-карболины и их структурные формулы.
| Short Name       | Красная двойная связь | Синяя двойная связь | R1  | R6   | R7   | Structure         |
| Бета-карболин    | ×                     | ×                   | H   | H    | H    | β-Carboline       |
| Триптолин        |                       |                     | H   | H    | H    | Tryptoline        |
| Пинолин          |                       |                     | H   | OCH3 | H    | Pinoline          |
| Гарман           | ×                     | ×                   | CH3 | H    | H    | Harmane           |
| Гармин           | ×                     | ×                   | CH3 | H    | OCH3 | Harmine           |
| Гармалин         | ×                     |                     | CH3 | H    | OCH3 | Harmaline         |
| Тетрагидрогармин |                       |                     | CH3 | H    | OCH3 | Tetrahydroharmine |

## Нахождение в природе
β-Карболины содержатся в различных растениях:
- В гармале (лат. Peganum harmala) — многолетнем травянистом растении семейства Парнолистниковых (лат. Zygophyllaceae);
- В ряде представителей порядка Мальпигиецветных (лат. Malpighiáles):
  - В южноамериканской лиане Banisteriopsis caapi семейства Мальпигиевых (лат. Malpighiaceae);
  - В страстоцветах (пассифлоре, лат. Passiflora);
- В табаке, особенно вида Nicotiana rustica;

а также животных (например, в морских губках).